# Cobra (revue)
Pour les articles homonymes, voir Cobra (homonymie).
Cobra est une revue artistique éditée par le groupe CoBrA dont le premier numéro a été publié en mars 1949 à Copenhague. Elle est l'organe des artistes de Cobra qui réunit plusieurs groupes expérimentaux artistiques. Au Danemark : les abstraits-spontanéistes de Spiralen, Høst, Hellesten. Aux Pays-Bas : Experimentele Groep in Holland, en Belgique, une dissidence surréaliste : les surréalistes révolutionnaires conduite par Christian Dotremont qui est le secrétaire général de la revue Cobra.
La revue change de sous-titre selon les numéros. Le premier est sous-titré BULLETIN POUR LA COORDINATION DES INVESTIGATIONS ARTISTIQUES, LIEN SOUPLE DES GROUPES EXPÉRIMENTAUX DANOIS (HøST), BELGES (SURRÉALISTES RÉVOLUTIONNAIRES), HOLLANDAIS (REFLEX).
Chaque publication s'appuie régulièrement sur une manifestation concrète. En particulier le numéro 10, du 6 octobre au 6 novembre 1951, qui est aussi le dernier numéro de la revue, parait au moment de l'Exposition internationale d'art expérimental dans les bâtiments de l'ancien Palais des beaux-arts de Liège qui présentait deux fois plus d'œuvres que la première exposition Cobra de 1949 au Stedelijk Museum Amsterdam.

## Numéro 1
Le premier numéro est publié à Copenhague après l'exposition Høst à laquelle participe le groupe hollandais Experimentele Groep in Holland.
Le No 1 parait en mars 1949 porte le sous-titre « Bulletin pour la coordination des investigations artistiques » et « Lien souple des groupes expérimentaux danois (Høst), belge (surréalisme-révolutionnaire), hollandais Reflex », car c'est bien de la fusion de ces trois groupes que naîtra Cobra.
Son rédacteur en chef est le danois Robert Dahlmann-Olsen. La revue non datée comporte une lithographie collective de Egill Jacobsen, Asger Jorn et Carl-Henning Pedersen, des lithographies en couleur de Bille, Jacobsen, Jorn, Pedersen. Le Discours aux pingouins de Jorn qui résume les objectifs de Cobra : « Le but de l'art est avant tout moral et subséquemment esthétique. » Jorn s'en prend à l'automatisme psychique pur prôné par André Breton. 

« Notre expérimentation cherche à nous laisser s'exprimer la pensée spontanément, hors de tout contrôle exercé par la raison. Par le moyen de cette spontanéité irrationnelle, nous atteignons la source vitale de l'être. Notre but est d'échapper au règne de la raison, qui n'a été, qui n'est encore autre chose que le règne idéalisé de la bourgeoisie, pour aboutir au règne de la vie. Mais contrairement à Breton, nous pensons que derrière les fausses conceptions morales, ou esthétiques, métaphysiques qui ne correspondent pas aux intérêts vitaux de l'homme, existent la vraie morale et la vraie esthétique matérialiste. L'une st l'instinct de nos besoins, l'autre l'expression de nos désirs sensoriels »

— Collectif Jean-Michel Place, 1980.

## Numéro 2 et 3
Le numéro 2 est daté du 21 mars 1949 en Belgique, à Bruxelles, avec le même sous-titre que le numéro 1. La couverture est de Pol Bury, la revue consacre une double page à l'exposition à  La Fin et les moyens  qui a eu lieu du 19 au 28 mars, exposition des plus modestes au deuxième étage de l'ancien Palais des beaux-arts de Liège, à l'occasion de l'exposition internationale qui réunit des œuvres de Constant, Corneille, Dotremont, Doucet, Gilbert, Jorn, Pedersen, Sasson, Wigers, Willems et des articles de Bury, d'Havrenne. Christian Dotremont, rédacteur en chef de ce numéro, écrit à Jorn « Il y a eu mille deux cents visiteurs, et pour un premier pas en Belgique, c'est bien. Il y a eu des gens importants, des communistes et d'autres. Il y a eu trois acheteurs, mais qui n'ont rien acheté. »
Le numéro 3 annonce « Cinémasurréalifeste ». Il est sous-titré « numéro embryonnaire », fait en Belgique à Bruxelles, pour le Festival International du Film expérimental. La couverture de Pierre Alechinsky présente trois personnages stylisés avec une caméra. Le numéro est entièrement consacré au film expérimental dont le festival est organisé par la Cinémathèque royale de Belgique du 25 juin au 8 juillet 1949 à KnoKKe-le-Zoute.
En Belgique  Le Petit Cobra naît en février 1949. « l'Expérience, celle du passé aidant, nous n'avions pas été sans craindre au début de 1949 que la revue Cobra ne paraisse irrégulièrement. D'où était né Le Petit Cobra, conçu comme un supplément documentaire, mais surtout, avouons-le, comme un organe du mouvement assez modestement édité pour se jouer des difficultés d'ordre argentin,. »  Le Petit Cobra n'°2 est entièrement consacré aux congrès de Bregnerød improvisé à l'été 1949 par Jorn auquel Appel, Constant, Corneille refusent de participer et dont Dotremont en fait le compte rendu intégral. En tant que groupe surréaliste révolutionnaire, membre du Front international des artistes expérimentaux Cobra, les poètes belges organisent en août 1949 une exposition au Palais des beaux-arts de Bruxelles : L'objet à travers les âges.
En 1949, les belges publient encore une plaquette Le tout petit Cobra qui se présente comme un ensemble de petits papiers volants, non rattachés à la revue Cobra, mais qui publie des poèmes et diverses œuvres d'artistes Cobra belges, notamment des poèmes de Joseph Noiret.

## Numéro 4
Le quatrième numéro Cobra donne le catalogue de l'exposition non picturaliste  (il y a des poèmes, des textes) d'Amsterdam ouverte un an exactement après la fondation de Cobra. Cette exposition au Stedelijk Museum Amsterdam est due en grande partie à l'initiative de Corneille qui remplace Constant comme de la revue.
Constant y publie un nouveau manifeste intitulé : « C'est notre désir qui fait la révolution, » et Dotremont « Le Grand rendez-vous naturel »  en version bilingue'.
Outre le catalogue de la première Exposition d'Art Expérimental, Cobra publie des  poèmes et des dessins d'enfants mêlés à ceux des artistes . Citation | « Dans le souvenir de Roosken, le vernissage de l'exposition fut particulièrement animé. Après la brève allocution de Constant, les gens se ruèrent dans les salles au son d'un grand tambour de jungle. Ce fut une énorme hilarité et j'ai eu l'impression que la plupart des gens pensaient que c'étaient une grosse farce. Ce que la presse malveillante appela « le scandale d'Amsterdam. » C'est à la suite de ce « scandale » que le groupe Hollandais se disloque. »
Le catalogue  énumère les artistes par pays.
- Angleterre : William Gear, Stephen Gilbert
- Allemagne : Wolfgang Frankenstein, Karl Otto Götz, Anneliese Hager, Karl Hartung, Otto Hofman, Heinz Trokes.
- Amérique : Tajiri Shinkichi,
- Belgique : Paul (sic) Alechinsky
- Danemarque (sic) : Else Alfelt, Ejler Bille, Henry Heerup, Ager jorn, Erik Ortovad, Carl-Henning Pedersen, Erik Thommesen.
- France : Jacques Doucet, Atlan.
- Hollande : Karel Appel, Constant, Corneille Anton Rooskens, Theo Wolvenkamp (sic).
- Suède : Anders Österlin,
- Suisse : Zoltan Kemeny, Madeleine Szemere Kemeny,
- Tchécoslovquie : Josef Istler[15].

Certains artistes contribuent à la rédaction de la revue sans toutefois participer à l'exposition. C'est le cas de Gerrit Kouwenaar  qui publie un long poème en langue néerlandaise illustré par la photo de la chanteuse Bessie Smith morte en 1937 et qui commence ainsi :
- Tant que la voix reste en mode radio
- Ses larmes de coton du nouveau monde[18].

## Numéro 5
Le numéro porte le sous-titre « organ der Internationale des artistes experimentaux 1 Deutsche Ausgabe 1950. »
Cette livraison est publiée par Meta, une revue mensuelle allemande dirigée par un des membres du groupe Cobra Karl Otto Götz. Cobra-Meta est authentiquement internationale.
Publiée en Allemagne, à Hanovre, le No 5 a pour rédacteur  Karl-Otto Götz. Le format à l'italienne est plus petit, avec une couverture de Michel Olyff. Elle contient avec une gravure sur bois d'Otto Hoffmann, une lithographie d'Alechinsky et des reproductions des œuvres d' artistes allemands : Baumeister, Hartung, Hulten, Tajiri. Les textes de Bille, A. Chavée, Hager, Noiret, et K.O.Götz (sous le pseudonyme de André Tamm).
Cette publication est un évènement en Allemagne, pays où, pendant douze ans, les artistes expérimentaux ont dû étouffer leur sensibilité. Un tirage  à part de 100 exemplaires comprend des gravures signées à la main de Corneille, Gear, Götz, et Max-Walter Svanberg. On y trouve des œuvrse picturales de Willi Baumeister, Svavar Gudnasson (Islande) Otto Hoffman (Allemagne), Götz, Karl Hartung, Karel Appel, Constant, Shinkichi Tajiri, (Hollande), Alechinsky (Belgique), Wolfgang Frankensteins et Anneliese Hager (Allemagne) et d'artistes suédois, danois.
Bloqué en Allemagne, le numéro cinq n'a pu être distribué que l'année suivante où un avertissement en français sur la première page signé Le Rédacteur en chef (Christian Dotremont) annonce :  « Nos amis allemands ont voulu publier [...]  avec leurs moyens très limités et dans des conditions très difficiles un numéro aussi important que les autres. La situation de l'Allemagne n'est guère favorable, vous l'imaginez aisément, à l'édition indépendante, non commerciale, d'un numéro de revue presque entièrement rédigé en français [...] Karl-Otto Götz qui fut un des éditeurs de la revue clandestine d'art moderne Progress est aujourd'hui parmi nous avec ses amis ».

## Numéro 6
Ce numéro est le reflet d'une exposition surréaliste internationale d'objets réalistes mis dans une situation délicate.
Élaboré à Bruxelles pendant que se préparait Cobra-Meta à Hanovre, Dotremont y a développé les idées de Jorn en leur donnant un accent ouvertement marxiste. Ce qui le différencie de l'art brut défini par Jean Dubuffet selon Jean- Clarence Lambert.
Selon Serge Gomont il y a eu contraire un lien entre Cobra et Dubuffet, notamment  à partir de la rencontre de Jorn avec le peintre français  et son influence à partir de 1954 dans l'après-Cobra qui est considéré comme la période la plus productive des artistes de Cobra . Michel Ragon rapporte en effet qu'Altan lui disait de choisir Dubuffet comme primitif. Dubuffet n'aimait pas les expositions de groupe, aussi choisit-il pour exposer avec Atlan au salon Corner, un figuratif qui n'était pas trop figuratif Édouard Pignon.
Le thème majeur de ce numéro est l'art populaire . Il est publié en Belgique avec une couverture de Léo Van Roy, des lithographies d'Alechinsky, Pol Bury, Jan Cox, Louis van Lint, une lettre de Jean Dubuffet  à Geert van Bruaene et une lettre de Gaston Chaissac (sabotier) à Gérard Lefranc, des Notes d'un philosophe pour un graveur de Gaston Bachelard et un article de Atlan. Le quatrième plat de couverture 
annonce 'fin de l'an un de Cobra'.

## Numéro 7
Il est publié en Belgique avec, pour couverture, la photographie d'une ardoise gravée de Raoul Ubac.
Sous titrée : « Revue internationale d'art expérimental, No 7, revue paraissant tous les quatre mois (sic) 40 francs belges, automne 1950 », cette parution adopte l'aspect de la presse: professionnelle. Un ours indique les noms du rédacteur en chef et de tous les rédacteurs, Il y a un sommaire complet des textes et un renvoi à la pagination. L'ensemble est beaucoup plus centré sur l'écriture et le discours que sur les arts visuels. La contribution d'Asger Jorn intitulée Le Frey (Frö) : de la fête populaire à l'art universel, est illustrée de photos de statuettes primitives scandinaves du personnage qui porte le nom de Frey (Frö) au Danemark. En conclusion, il explique :  « Nous n'avons voulu ici qu'attirer l'attention, avec quelques documents inédits et quelques éléments d'analyse, sur l'origine culturelle et magique d'un des plus intéressants héros de la mythologie. »
La liste des rédacteurs comprend entre autres:
Alechinsky, Jean Cleinge, Colinet, Havrenne, Jaguer , Dotremont Sinification et Signification (observations sur l'écriture), la première planche de  L'Atlas psychologique universel, par Paul Bury.

## Numéro 8/9
Le numéro 8-9 du 6 août 1951 porte en sous-titre « Épreuves » car il ne sera jamais publié.
Jorn et Constant ne veulent plus collaborer avec Dotremont, qui pourtant croit pouvoir publier un nouveau numéro de la revue Cobra à Copenhague grâce au concours du jeune poète Uffe Harder. Ce devait être le numéro 8/9 bilingue danois français, il restera à l'état d'épreuve car les fonds n'ont pas pu être réunis pour son impression.La revue, réalisée par Dotremont et le jeune poète danois se veut plus littéraire. Elle comporte en hors-texte, une gravure de Tijtgat , des illustrations par Alechinsky, Appel, Corneille. Pour l'aspect littéraire : le texte de la pièce de Jens August Schade et des poèmes de Uffe Harder, Bent Findel alias Dotremont, Iljitsh Johannsen, Noiret, et traduit en danois : Cheminée d'usine de Francis Ponge et des textes de Dotremont et de Ragon.

## Numéro 10
Le dernier numéro : numéro 10, se termine sur un appel de Luc de Heusch alias Luc Zangrie  vers un nouveau totémisme et une déclaration sur l'art populaire, l'art agraire (Le règne végétal va devenir une grande province des royaumes peints). La revue est publiée en Belgique par la Société des Beaux-Arts de Liège, elle est réalisée en grande partie par Alechinsky. La couverture est une photographie pierre runique .
Dotremont a rejoint le sanatorium de Jorn à Silkeborg, tous deux sont malades. Avec humour, Dotremont souhaite créer la Section Tuberculeuse de Cobra.
En double page centrale, se trouve le catalogue de la Deuxième Exposition Internationale d'Art Expérimental à Liège  qui a lieu au Palais des Beaux arts du 6 octobre au 6 novembre 1951, elle comporte un plus grand nombre d'œuvres que la première exposition Cobra de 1949 au Stedelijk Museum Amsterdam. La peinture et l'expression plastique prédominent à travers les textes théoriques de Luc de Heusch, Brian Martinoir, Jean Raine un court texte de Dotremont retrace le chemin de CoBrA  et résume ce que le mouvement CoBrA lui a apporté. En quatrième de couverture, une note précise que c'est le dernier numéro.
Le 20 février 1949  était paru un bulletin : Le Petit Cobra Bruxelles 1949, qui survivra pendant quatre numéros jusqu'au 17 septembre 1949. Le numéro 4 comporte un texte gravé par Alechinsky : «  C'est en forçant qu'on devient Fougeron »
Dans le premier numéro, Dotremont explique les visées du mouvement  Les couvertures seront d'Alechinsky, Collignon et Marx Ernst Le no 2 relate les rencontres entre peintres, enfants, écrivains, au Danemark, dans une maison pour étudiants en architecture Le no 3 comportera un bref compte-rendu du 2e Congrès International de CoBrA. Alechinsky y publie 14 dessins révélateurs de son enquête morphologique : de ces roues, de ces racines, de ces corps à ces astres, jusqu'à la boule pétrie, interne, qui avale herbe et pierres . Cette boule est dès 1951 le signe d'Alechinsky ainsi que le définit Christian Dotremont in L'Arbre et l'Arme.
C'est une sorte de tract sur la peinture et la politique